# Houtvat

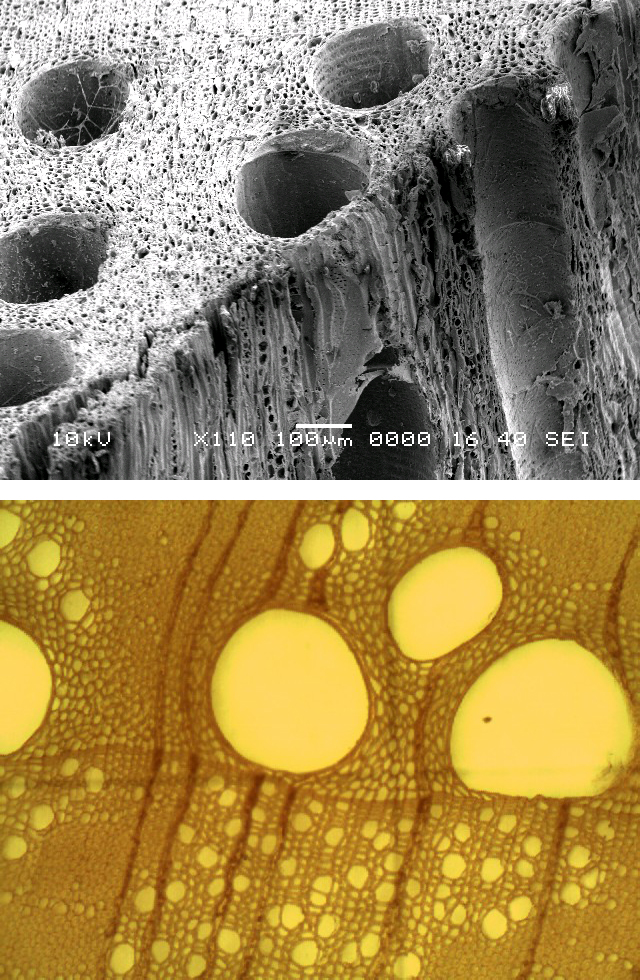
REM- (boven) en lichtmicroscopische opname (onder) van vaatelementen van de (eik)

Houtvaten of tracheeën, komen voor in planten, alwaar zij een functie hebben bij het transport van water. De bekendste plaats waar houtvaten voorkomen is in het secundair xyleem van loofbomen.
Een houtvat bestaat uit meerdere cellen die onderling verbonden zijn door openingen over (vrijwel) de volledige diameter van de cel. Bij de levende cellen wordt de doorboring (perforatie) van het tussenschot ingeleid door de vorming van een grote, vlakke perforatiestippel, waarvan het sluitvlies ten slotte wordt opgelost. De nog levende protoplasten zorgen voor het oplossen van het sluitvlies en het afwerken van de vaatwand, waarna ze afsterven en verdwijnen.

## Vorm houtvat
Naar de vorm worden weleens de volgende houtvaten onderscheiden:
| Stippelvat met hofstippels |  | Netvat met laddervormig tussenschot |
| Stippelvat met hofstippels |  | Netvat met laddervormig tussenschot |

- Ringvat met ringvormige verdikkingen met lignine.
- Spiraal- of schroefvat met spiraal- of schroefvormige verdikkingen van lignine. Deze komen o.a. voor bij linde, iep, Prunus en brem.
- Netvat met netvormige verdikkingen van lignine.
- Stippelvat met gewone stippels of hofstippels.
- Laddervat met op de wanden brede, horizontale, spleetvormige hofstippels. Deze komen o.a. voor bij tulpenboomfamilie en wijnstok.

## Soorten perforatie
De perforatie van het tussenschot tussen opeenvolgende houtvatcellen kan de volgende vormen hebben:
- Enkelvoudig: een enkele doorboring.
- Laddervormig: verschillende langgerekte doorboringen, in een laddervorm geplaatst. Laddervormige tussenschotten komen meestal voor bij steilstaande tussenschotten, waarbij het tussenschot meerdere langgerekte doorboringen naast elkaar heeft.
- Netvormig (reticulair): meerdere doorboringen, in een netvorm geplaatst.

## Transport
Het transport via houtvaten gebeurt tegen de zwaartekracht in. Dit transport is voornamelijk het gevolg van verdamping van water uit de bladeren en van capillaire werking. Uit de celwanden van de bladcellen verdampt water naar de intercelluaire ruimten tussen de cellen. Als de huidmondjes van de bladeren openstaan zal deze waterdamp uit de bladeren weg diffunderen. Vanuit de celwanden kan dan weer water verdampen. Dit water wordt aangevuld vanuit de fijne vertakkingen van de houtvaten.
Door de capillaire werking van de houtvaten wordt het water in de houtvaten als een soort 'draad' omhooggetrokken. De capillaire werking is mogelijk doordat de houtvaten nauw zijn. De cohesiekrachten waardoor de watermoleculen bij elkaar blijven en de adhesiekrachten waarmee de watermoleculen aan de houtvatwand worden vastgehouden zijn samen groter dan de zwaartekracht.